# 吉河美希
吉河美希（1982年10月2日—）是日本女性漫畫家。

## 獲獎作品
- 《大和台風》獲第67回講談社新人漫畫獎的獎勵獎
- 《GLORY DAYS》獲第70回講談社新人漫畫獎的獎勵獎

## 作品

### 連載
★改編成電視劇
☆改編成電視動畫
- 《不良仔與眼鏡妹》★（ヤンキー君とメガネちゃん、增刊Magazine Wonder2005年、週刊少年Magazine2006年27号－29号、週刊少年Magazine2006年46号－2011年25号，全23冊）
- 《山田君與7人魔女》☆★ （山田くんと７人の魔女、週刊少年Magazine2012年12号－2017年12号，全28冊）
- 《杜鹃婚约》☆（カッコウの許嫁）（週刊少年Magazine2020年9号－连载中，既刊29卷）
- 《柊氏一家的吸血內幕》（柊さんちの吸血事情）（別冊少年Magazine2021年11月号－连载中，既刊5卷）

### 單篇
- 《魔王的教室》（別冊少年Magazine2011年10月号）
- 《東京地獄天堂》（週刊少年Magazine2019年38号）
- 《柊氏一家的吸血內幕》（週刊少年Magazine2019年41号）
- 《杜鹃婚约》（週刊少年Magazine2019年43号）

### 插畫
- 《化物語》（バケモノガタリ、動畫版片尾插畫、第4話）
- 《亞爾斯蘭戰記》（動畫版片尾插畫、第17話）
- 《飆速宅男 公式作品集 放學後踏板》（第一卷插畫）
- 《寄宿學校的茱麗葉》（動畫版片尾插畫、第3話）
- 《鑽石王牌》（第一季動畫版片尾插畫、第25話）

## 其他
- 《もう、しませんから。》 - 連載於週刊少年Magazine，以美人漫畫家的身份登場，但是在同作中好像暴露自己在過去自己的作品裡成為女主角的事情.

## 相關人物
- 真島浩 - 師父。

## 延伸閱讀
- . . 2012-12-14  [2024-02-23]. （原始内容存档于2021-10-27） （日语）.
- . Real Sound｜リアルサウンド ブック. 2020-11-17  [2024-02-23]. （原始内容存档于2020-11-28） （日语）.
- . マガポケベース. 2018-02-11  [2024-02-23]. （原始内容存档于2024-02-23） （日语）.
- . マガポケベース. 2018-02-12  [2024-02-23]. （原始内容存档于2024-02-23） （日语）.

## 外部連結
- 吉河美希Twitter （页面存档备份，存于）